# Atractus pamplonensis
Atractus pamplonensis este o specie de șerpi din genul Atractus, familia Colubridae, descrisă de Amaral 1937. Conform Catalogue of Life specia Atractus pamplonensis nu are subspecii cunoscute.